# Perenjori Shire
Perenjori Shire är en kommun i Western Australia, Australien. Kommunen, som är belägen 360 km norr om Perth i regionen Mid West, har en yta på 8 300 km², och en folkmängd på 904 enligt 2011 års folkräkning. Huvudort är Perenjori.